# Geçitli, Söğüt
Geçitli là một xã thuộc huyện Söğüt, tỉnh Bilecik, Thổ Nhĩ Kỳ. Dân số vào thời điểm năm 2011 là 284 người.